# Longitudinální výzkum
Longitudinální výzkum (někdy také longitudinální studie) je metoda empirického výzkumu, při které je určitý jev nebo vzorek populace zkoumán po určité časové období, v některých případech až po několik desetiletí.
Je uplatňován jak v kvalitativní, tak i v kvantitativní sféře empirického výzkumu, protože jeho průběh má mnohdy interdisciplinární charakter, přičemž výstupní data jsou dle jednotlivých výzkumů ovlivněna ekonomickými, fyziologickými, sociálními, psychologickými či jinými faktory. Výjimkou však nejsou ani kvantitativní podoby longitudinálního výzkumu, příkladem může být například sčítání lidu.
Metoda je tedy často uplatňována zejména v psychologii a sociologii, jelikož umožňuje sledovat změny týkající se jak celkového vzorku, tak i individuality jedince. Longitudinální výzkum je tedy velmi přínosný zejména v případě sledování vývojových změn. V sociologii se longitudinální výzkum používá například k pozorování, jak se v určitém časovém období uplatňuje určitá skupina absolventů určitého typu vzdělávání v určitém oboru. V medicíně se metoda longitudinálního výzkumu používá ke zjištění, jaké faktory ovlivňují určité onemocnění či jak se vyvíjí dané onemocnění u určitého vzorku pacientů.

## Typy longitudinálního výzkumu
Americký sociolog Scott Menard rozdělil sociologický výzkum na 4 základní typy, přičemž se zde objevují obě polarity z hlediska konkrétnosti a aplikovatelnosti výstupů, tedy jak kvalitativní, tak i kvantitativní:
1. Výzkum celé populace (total population design) – extrospekce jevů a sběr dat v periodických intervalech (např. sčítání lidu), ryze kvantitativní charakter.
2. Opakovaný transverzální výzkum (cross-sectional), taktéž označován jako průřezový – opakované zkoumání sociálních skupin či faktorů, které tyto skupiny ovlivňují (opakované měření nezaměstnanosti jednotlivých věkových skupin), spíše kvantitativní charakter.
3. Rotační panelový výzkum (revolving panel design) – objekt zkoumání se v průběhu výzkumu obměňuje srovnatelným vzorkem, případně jsou přibírány nové vzorky, jak kvalitativní, tak i kvantitativní charakter, jelikož umožňuje dle výchozího nastavení výzkumu sledovat jak individuální (tzv. hrubá změna), tak plošné změny (tzv. čistá změna), nicméně data se vyznačují největší přesností v rámci jednoho rotačního cyklu.
4. Longitudinální panelový výzkum (longitudinal panel design) – na rozdíl od rotačního panelového výzkumu zůstává vzorek shodný napříč celým výzkumem, uplatňuje se především v kvalitativní sféře, nicméně významnou proměnnou je velikost panelu, pomocí jejíž modulace lze takový výzkum provést i s kvantitativním charakterem.

V praxi je možné se setkat s členěním longitudinálního výzkumu na více typů, nicméně dle Menarda se všechny jednotlivé typy dají zařadit pod jeden z jeho čtyř pilířů longitudinálního výzkumu.

## Dělení longitudinálního výzkumu z hlediska času

### Retrospektivní metoda
Retrospektivní metoda je založena na zpětném zjištění kýžených informací od objektů výzkumu. Velkou výhodou této metody je její nízká finanční nákladnost, jelikož na rozdíl od metody prospektivní není nutné výzkum průběžně monitorovat. Ovšem velkou nevýhodou, kterou s sebou retrospektivní metoda longitudinálního výzkumu nese, je vysoké zkreslení výstupních informací. Dotazovaní si totiž nemusí vybavit všechny události ve správné časové souslednosti, čímž může být značně zdeformován výsledek takového výzkumu. Druhým záporem je fakt, že ve vzorku zpětně dotazovaných lidí nelze nalézt již zemřelé, což se v určitých výzkumech nemusí odrazit, kdežto pro jiné to může představovat klíčovou informaci.

### Prospektivní metoda
Při prospektivní metodě longitudinálního výzkumu je objekt monitorován od chvíle, kdy vznikne předpoklad, že se u něj vyskytne jev, který je předmětem zkoumání. Prospektivní metoda je tak zpravidla přesnější než metoda retrospektivní, nicméně je finančně i organizačně mnohem náročnější a vyskytuje se zde hrozba, že výzkumník ztratí kontakt s objektem výzkumu a výzkum tedy neposkytne kýžený výstup. Lidé, kteří jsou předmětem prospektivního longitudinálního výzkumu, navíc mohou pozměnit své chování v závislosti na výzkumu. Příkladem prospektivní studie je například studie vlivu kouření v dospívání na potenci.

## Výhody a nevýhody

### Výhody
- Možnost sledovat vývoj určitého jevu v čase
- Možnost poznat konsekvence jednotlivých jevů v životě člověka v kontextu času
- Sledování vnějších vlivů na život člověka
- Princip studie umožňuje lépe pochopit chování jednotlivce díky dlouhodobému časovému kontextu

### Nevýhody
- Finanční náročnost výzkumů z důvodu velké časové dotace
- Při longitudinálních výzkumech trvajících až několik desetiletí je problematické udržet si tentýž vzorek sledovaných osob
- Aplikovatelnost dat nasbíraných na začátku výzkumu je mnohdy kvůli jejich neaktuálnosti velmi složitá
- V případě kvalitativního longitudinálního výzkumu obtížná aplikovatelnost na celou populaci
- Longitudinální výzkum dokáže vyvrátit mylné hypotézy, nicméně pouze sporadicky přichází s konkrétními odpověďmi[6]

## Příklady longitudinálních výzkumů
Longitudinálních studií jsou tisíce; mezi ty nejznámější patří například výzkumy veřejného mínění zadávané sekcí Analýz veřejného mínění Evropské komise známé jako Eurobarometr. Průzkumy Eurobarometru se poprvé začaly provádět v sedmdesátých letech 20. století, jsou standardně transnárodní a dlouhodobé. Účelem těchto výzkumů je porovnat názory občanů jednotlivých členských zemí Evropské unie a sledovat, jak se názory vyvíjí. Průzkumy se provádí dvakrát ročně, na jaře a na podzim, s tím, že se skládají z neustále se rozšiřujícího okruhu otázek. Otázek tedy sice přibývá, avšak je třeba zdůraznit, že průzkum si logicky zachovává konzistentnost, aby bylo možné odpovědi respondentů porovnávat v dlouhodobém horizontu. Kromě standardního Eurobarometru se také provádí samostatné doplňkové výzkumy krátkodobějšího rázu týkající se různých témat, např. mládeže, zdraví, pracovních podmínek, zemědělství, chudoby a dalších.
Podobně jako na evropském spektru funguje Eurobarometr, v České republice je de facto jeho obdobou Demografické informační centrum, které se soustředí na aktuální i obecné informace z demografie i příbuzných oborů. Na internetových stránkách provozovaných Demografickým informačním centrem jsou popsány základní demografické procesy (úmrtnost, morbidita, porodnost, potratovost, sňatečnost, rozvodovost a migrace), demografické výzkumy a také populační vývoj několika zemí světa. Díky analýzám populačního vývoje víme například, že ve Francii k 1. lednu 2012 žilo 65,35 miliónů lidí a že populace Francie dále roste, ale již ne tak rychle, jako tomu bylo na počátku 21. století.
Zatímco u longitudinálních studií Demografie a Eurobarometru tvoří vzorky celé populace, u řady výzkumů je sledována pouze určitá část populace. Lucie Foltová, Šárka Portešová a Lubomír Kukla se v jednom longitudinálním výzkumu zabývali behaviorálními, emočními a sociálními potížemi dyslektických dětí během povinné školní docházky (6–15 let). V tomto výzkumu se ukázalo, že pro české dyslektické děti je nejtěžším obdobím první třída; poté potíží ubývá a k navýšení dochází opět po jedenáctém roce věku (nicméně tento trend souvisí rovněž s dospíváním a koreluje s obdobným trendem u nedyslektických dětí). Studie často mají své limity; uvažujeme-li o zmiňované studii, ta byla omezena tím, že ve zkoumané dyslektické skupině bylo málo dětí, a tak nebylo možné vyvodit závěry mezi pohlavími, ačkoliv je dost možné, že chlapci a dívky své potíže vnímají jinak.
Délce longitudinálního výzkumu se meze nekladou, např. Psychologický ústav AV ČR v Brně provedl padesátiletý výzkum týkající se charakteristiky kariérní orientace. Výzkum došel k závěru, že atmosféra v rodině a akademické výsledky v dětství předpovídají kariérní orientaci nepřímo, jelikož predikují úroveň vzdělání v dospělosti. Až dosažené vzdělání poté souvisí s kariérní orientací přímo.